# Ferdinando Bianchi
Pour les articles homonymes, voir Bianchi.
Ferdinando Bianchi (né à Bianchi le 3 mars 1797, mort à Naples le 7 janvier 1866) est un patriote et un prêtre italien.

## Biographie
Ferdinando Bianchi nait à Bianchi, une localité de la Sila appartenant alors à l'Université de  Scigliano dans la province de la Calabre citérieure. Après des études au séminaire de Nicastro, il est ordonné prêtre en 1821. 
 En 1848, il participe avec les volontaires de Francesco Stocco à la bataille de Angitola en Calabre. Après l'échec des émeutes en Calabre, il entre en clandestinité tout en poursuivant des tentatives de révolte en Calabre. Au cours de cette période, son frère Saverio Bianchi  est emprisonné sous de fausses accusations et enfermé dans la cellule de Luigi Settembrini.

Capturé après neuf ans de clandestinité, le 25 juillet 1857, Don Ferdinando est condamné par la grande cour spéciale de Catanzaro à 25 ans pour conspiration et constitution de bandes armées et relégué au bagne de Nisida, peine commuée en exil perpétuel du royaume des Deux-Siciles en 1858 En avril 1859, le navire à bord duquel 65 prisonniers politiques napolitains sont envoyés en déportation en Argentine est détourné vers le Royaume-Uni grâce à un coup de main de Raffaele Settembrini (it), le fils de Luigi.
Don Ferdinando réapparait dans le Piémont en 1860 puis il s'embarque avec les Mille. Il organise avec Francesco Stocco le corps des volontaires garibaldiens des chasseurs de la Silla, et c'est avec Eugenio Tano qu'ils exigeront à Soveria Mannelli, le 30 août 1860, la reddition du général bourbon  Giuseppe Ghio. Après l'unification de l'Italie, il est nommé directeur des biens publics.
Don Ferdinando Bianchi meurt assassiné dans des circonstances mystérieuses, à Naples en 1866.

## Note
1. ↑  Mario Felice Marasco, Soveria Mannelli e il suo territorio, page 84
2. ↑   Luigi Settembrini, Ricordanze della mia vita, vol. I, page 133
3. ↑  Mario Felice Marasco, Soveria Mannelli e il suo territorio, page 85
4. ↑  Mario Felice Marasco, Soveria Mannelli e il suo territorio, p. 96
5. ↑  Luigi Accattatis, Le biografie degli uomini illustri delle Calabrie

## Crédit d'auteurs
- (it) Cet article est partiellement ou en totalité issu de l’article de Wikipédia en italien intitulé « Ferdinando Bianchi » (voir la liste des auteurs).